# Mamestra salsolae
Mamestra salsolae là một loài bướm đêm trong họ Noctuidae.